# Cymatura nyassica
Cymatura nyassica es una especie de escarabajo longicornio del género Cymatura, tribu Xylorhizini, subfamilia Lamiinae. Fue descrita científicamente por Breuning en 1935.
La especie se mantiene activa durante los meses de .

## Descripción
Mide 18-30 milímetros de longitud.

## Distribución
Se distribuye por Malaui y Tanzania.